# ارتباطات ثابت

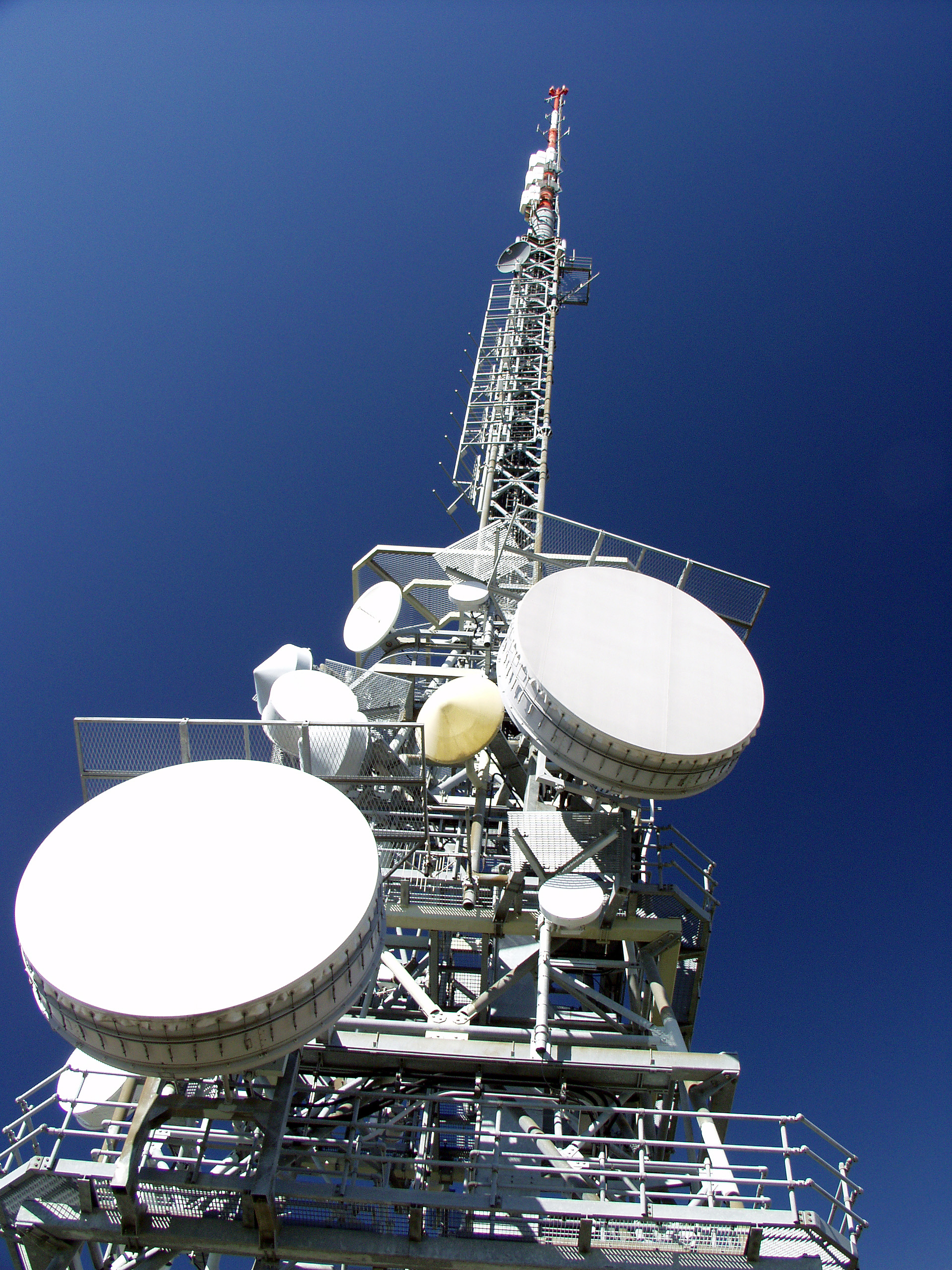
تصویری از فرستنده های موج های ارتباط ثابت

ارتباطات ثابت با وام‌واژه اف‌سی‌پی (به انگلیسی: FCP مخفف Fixed Communications Provider) ارایه سرویس‌های اینترنتی و ارتباطی ثابت است که مجوز آن توسط سازمان تنظیم مقررات و ارتباطات رادیویی (رگولاتوری) صادر می‌شود. این نوع شرکت‌ها مجازند در سطح کشوری سرویس‌های اینترنتی روی بسترهای فیبر نوری، ADSL، بی‌سیم (Wireless)و یا تی دی-ال تی ای را به کاربران خانگی و اداری ارایه کنند.

## تعریف
در تعریف پروانه FCP که مخفف Fixed Communications Provider است، آمده: ارائه‌ی هرگونه خدمت ارتباطی و انتقال داده بر بستر شبکه موضوع پروانه مستقل از فناوری از قبیل خدمات دسترسی به اینترنت پرسرعت، دسترسی به شبکه ملی اطلاعات و خدمات مبتنی بر آن؛ توزیع و فروش پهنای باند اینترنت و انتقال و شبکه‌های اختصاصی، ارائه‌ی خدمات صوتی، تصویری، متنی و داده‌ای و انواع خدمات محتوایی و ارزش افزوده در چارچوب قوانین و مقررات جاری کشور.
بر این اساس دارندگان پروانه FCP می‌توانند بدون محدودیت تکنولوژی و با رعایت انحصار شبکه زیرساخت و شبکه‌های ماهواره‌ای، هرگونه سرویس مرتبط با اینترنت را در کشور ارائه کنند؛ همچنین پس از اتمام دوره انحصار اپراتور فیبرخانگی که پیش از این نیمه اول سال ۹۵ به پایان می‌رسید که به گفته وزیر ارتباطات در روز رونمایی از این مجوزها، زمان انحصار ایرانیان‌نت (اپراتور فیبرخانگی) تا سال ۹۹ تمدید شد، از آن پس شرکت‌های دارنده پروانه FCP مجاز خواهند بود شبکه فیبرنوری نیز ایجاد کرده و سرویس‌های مرتبط با این حوزه را ارایه دهند.

## شرکت‌های دارای پروانه ارتباطات ثابت
سازمان تنظیم مقررات و ارتباطات رادیویی برای ۱۷ شرکت پروانه ارتباطات ثابت صادر کرده است:
- شرکت توسعه فناوری ارتباطات پاسارگاد آریان (فناپ تلکام)
- شرکت ارتباطات فرزانگان پارس (وینکس)
- شرکت داده گستر عصر نوین (های وب)
- شرکت انتقال داده های ندا گستر صبا (صبانت)
- شرکت گسترش ارتباطات مبنا (مبنا تلکام)
- شرکت پارسان لین ارتباطات (پارس آنلاین)
- گروه فناوری ارتباطات و اطلاعات شاتل(شاتل)
- شرکت انتقال داده های آسیا تک
- شرکت پیشگامان توسعه ارتباطات
- شرکت داده پردازی رسپینا
- شرکت حلما گستر خاورمیانه
- شرکت افرا نت
- شرکت رسانه مهر وطن
- شرکت داده پردازی فن آوا (فن آوا)
- شرکت ارتباطات ثابت پارسیان
- شرکت لایزر
- شرکت انتقال داده های رهام داتک